# Copa América 2007
Copa América 2007 var den 42. udgave af Copa América-mesterskabet. Fodboldturneringen blev afholdt i Venezuela.
Konkurrencen blev vundet af Brasilien, der slog Argentina 3–0 i finalen. Mexico slog Uruguay 3–1 i kampen om tredjepladsen.